# دن هیکس (بازیگر)
دن هیکس (انگلیسی: Dan Hicks؛ زادهٔ ۱۹ ژوئیهٔ ۱۹۵۱۱۹۵۱ - درگذشته ۳۰ ژوئن ۲۰۲۰) هنرپیشه اهل ایالات متحده آمریکا بود.
از فیلم‌ها یا برنامه‌های تلویزیونی که وی در آن نقش داشته‌است می‌توان به مرده شریر ۲، مرد تاریکی، مرد عنکبوتی ۲ و مزاحم اشاره کرد.